# Єва Кайлі
Єва Кайлі (грец. Εύα Καϊλή; нар. 26 жовтня 1978, Салоніки, Греція) — грецька політична діячка, член Європейського парламенту від Греції з 2014 року. Одна з чотирнадцяти віцепрезидентів Європейського парламенту з 18 січня 2022 до арешту за звинуваченням у корупції у грудні цього ж року.
Колишня депутатка Парламенту Греції та колишня ведуча телевізійних новин на грецькому телеканалі Mega Channel.

## Раннє життя та освіта
Її батько, Александрос Кайлі, народився та виріс у Стамбулі, переїхав до Салонік, де вивчав механіку та електротехніку в Університеті Арістотеля; мати Марія Ігнатіаду — письменниця, випускниця Державної театральної школи Північної Греції. Кайлі має молодшу сестру — Манталену.
З 1998 до 2004 року навчалась в Університеті Арістотеля, здобувши ступінь бакалавра мистецтв з архітектури та будівництва. У 2006—2008 рр. навчалась в Університеті Пірея, здобула ступінь магістра мистецтв із міжнародних та європейських справ. З 2014 року здобуває ступінь доктора філософії із міжнародної економічної політики в Університеті Пірея.

## Кар'єра
У 14 років долучилась до молоді ПАСОК, молодіжної організації партії «Загальногрецький соціалістичний рух» (ПАСОК). 2002 року стала наймолодшим депутатом, обраним до міської ради Салонік. 2004 року невдало брала участь у парламентських виборах у Греції, була на них наймолодшим кандидатом. З 2004 до 2007 року працювала ведучою телевізійних новин та журналісткою на телеканалі Mega Channel. 2007 року обрана до Парламенту Греції, ставши наймолодшою депутаткою, обраною до парламенту від ПАСОК. 2012 року поступилась місцем Евангелосу Венізелосу, колишньому міністру фінансів та лідеру ПАСОК.
Через два роки ПАСОК ввійшов до уряду прем'єр-міністра Георгіоса Папандреу, який зіткнувся з критикою за його управління кризою державного боргу. Коли 2011 року Папандреу постав перед вотумом довіри, Кайлі спочатку відмовлялась його підтримати, однак зрештою передумала й усі депутати від ПАСОК висловили йому довіру.
Кайлі є членом Європейського парламенту з 2014 року, входила до Прогресивного альянсу соціалістів і демократів до її виключення 2022 року. Була головою Групи з питань майбутнього науки та технологій, головою делегації зі зв'язків з Парламентською асамблеєю НАТО та членом конференції голів делегацій. З 2019 до 2022 року була головою Групи з питань майбутнього науки та технологій і Центру штучного інтелекту. Член Комітету з питань промисловості, досліджень та енергетики (2014—2017, 2017—2019, 2019—2022), Делегації в Спільній парламентській асамблеї АКТ-ЄС (2020—2022), Парламентського бюро (2022). Брала участь у слідчому комітеті, що розслідував використання Pegasus та шпигунського ПЗ для стеження.
18 січня 2022 року обрана одним із чотирнадцяти віцепрезидентів Європейського парламенту в першому турі, отримавши 454 голоси. 10 грудня 2022 року Президент Європейського парламенту Роберта Мецола призупинила її повноваження як віцепрезидента. 13 грудня 2022 року звільнена з цієї посади: 625 членів Європарламенту проголосували «за», 1 — «проти», 2 — утримались.

## Кримінальне переслідування
9 грудня 2022 року Федеральна поліція Бельгії заарештувала її після розслідування організованої злочинності, корупції та відмивання грошей, пов'язаних із лобістською діяльністю на підтримку Катару. Того ж дня її виключили з партії ПАСОК та призупинили членство в Прогресивному альянсі соціалістів і демократів у Європейському парламенті. Під час обшуку поліція знайшла 150 000 євро готівкою у квартирі, яку Кайлі ділила зі своїм партнером, її батька спіймали з валізою з готівкою. Бельгійська поліція обшукала 16 будинків і затримала щонайменше чотирьох осіб у Брюсселі та його околицях; крім Кайлі затримали також Луку Візентіні, генерального секретаря Міжнародної конфедерації профспілок, П'єра Антоніо Панцері, колишнього члена Європарламенту від Прогресивного альянсу соціалістів і демократів від Італії, який очолював підкомітет парламенту з прав людини, а також її партнера та близького соратника Панцері Франческо Джорджі. Загалом під час обшуків вилучили 1,5 мільйона євро.
12 грудня 2022 року Управління з боротьби з відмиванням грошей Греції заморозило активи Кайлі, її партнера та родини.
Кайлі відвідала Катар на початку листопада, зустрівшись серед іншого з міністром праці країни. Наприкінці листопада в Європейському парламенті вона виголосила промову, назвавши країну, де в цей час проходив Чемпіонат світу з футболу, як «лідера у сфері трудових прав» та похвалила «історичну трансформацію країни». Це різко контрастувало зі звітами, які свідчили про порушення прав людини та загибель тисяч людей під час будівництва футбольних стадіонів для чемпіонату світу.
Катар заперечив звинувачення в спробі підкупу євродепутатів.

## Приватне життя
2020 року уклала цивільне партнерство з Франческо Джорджі, 35-річним помічником парламенту. Він працює на депутата Європарламенту від Італії Андреа Коццоліно, члена Прогресивного альянсу соціалістів і демократів; раніше був помічником П'єра Антоніо Панцері, разом із яким заснував Fight Impunity. На початку 2021 року в них народилась донька Аріадні.